# Sollschwitz (Wittichenau)
Sollschwitz, obersorbisch Sulšecyⓘ, ist ein Ortsteil der Stadt Wittichenau im Landkreis Bautzen in Sachsen. Der Ort liegt im anerkannten sorbischen Siedlungsgebiet.

## Lage
Sollschwitz liegt in der Oberlausitz. Umliegende Ortschaften sind Saalau im Nordosten, Kotten im Osten, das zur Gemeinde Ralbitz-Rosenthal gehörende Schönau im Südosten, die zur Gemeinde Oßling gehörenden Ortsteile Trado und Skaska im Südwesten und Westen sowie Liebegast im Nordwesten.
Durch Sollschwitz verläuft die Kreisstraße 9225 nach Wittichenau. Des Weiteren fließt die Schwarze Elster durch den Ort.

## Geschichte
Erstmals wurde Sollschwitz im Jahr 1291 als Zhulisdorph urkundlich erwähnt. Im Laufe der Zeit änderte sich der Ortsname von Czollischdorf (1382) über Solschwitz (1732) und Zollsdorf (1791) zum heutigen Sollschwitz im Jahr 1908.
Die Kapelle im Dorf wurde im Jahr 1716 errichtet. Die Steine, die für den Bau verwendet wurden, wurden von dem Pfarrer Lukas Laurencius Jochomec aus Peicherwitz gestiftet. Außerdem schenkte Jochomec der Gemeinde Sollschwitz einen Kelch, ein Messbuch und Messgewänder. Diese Geschenke wurden am 28. Februar 1875 bei dem Brand im Wohnhaus des Küsters Jakob Mikwauschk zerstört. Auf dem Altar der Kapelle ist ein Bild des Heiligen Markus abgebildet, welches 1858 gemalt wurde.
Nach dem Wiener Kongress kam Sollschwitz im Jahr 1815 an das Königreich Preußen. Dort lag der Ort bis zum 8. Juli 1945 im Regierungsbezirk Liegnitz. Am 1. Juli 1950 wurde der Ort Liebegast nach Sollschwitz eingemeindet. Die Gemeinde wurde am 25. Juli 1952 dem neu gebildeten Kreis Hoyerswerda zugeordnet. Nach der Wende lag Sollschwitz im Landkreis Hoyerswerda in Sachsen. Am 1. Januar 1994 wurde die Eingemeindung von Liebegast rückgängig gemacht, Liebegast ein Ortsteil der Gemeinde Oßling und Sollschwitz wurde nach Wittichenau eingemeindet. Vom 1. Januar 1996 bis zum 31. Juli 2008 lag Sollschwitz im Landkreis Kamenz, seit der sächsischen Kreisreform vom 1. August 2008 liegt der Ort im Landkreis Bautzen.

## Bevölkerung

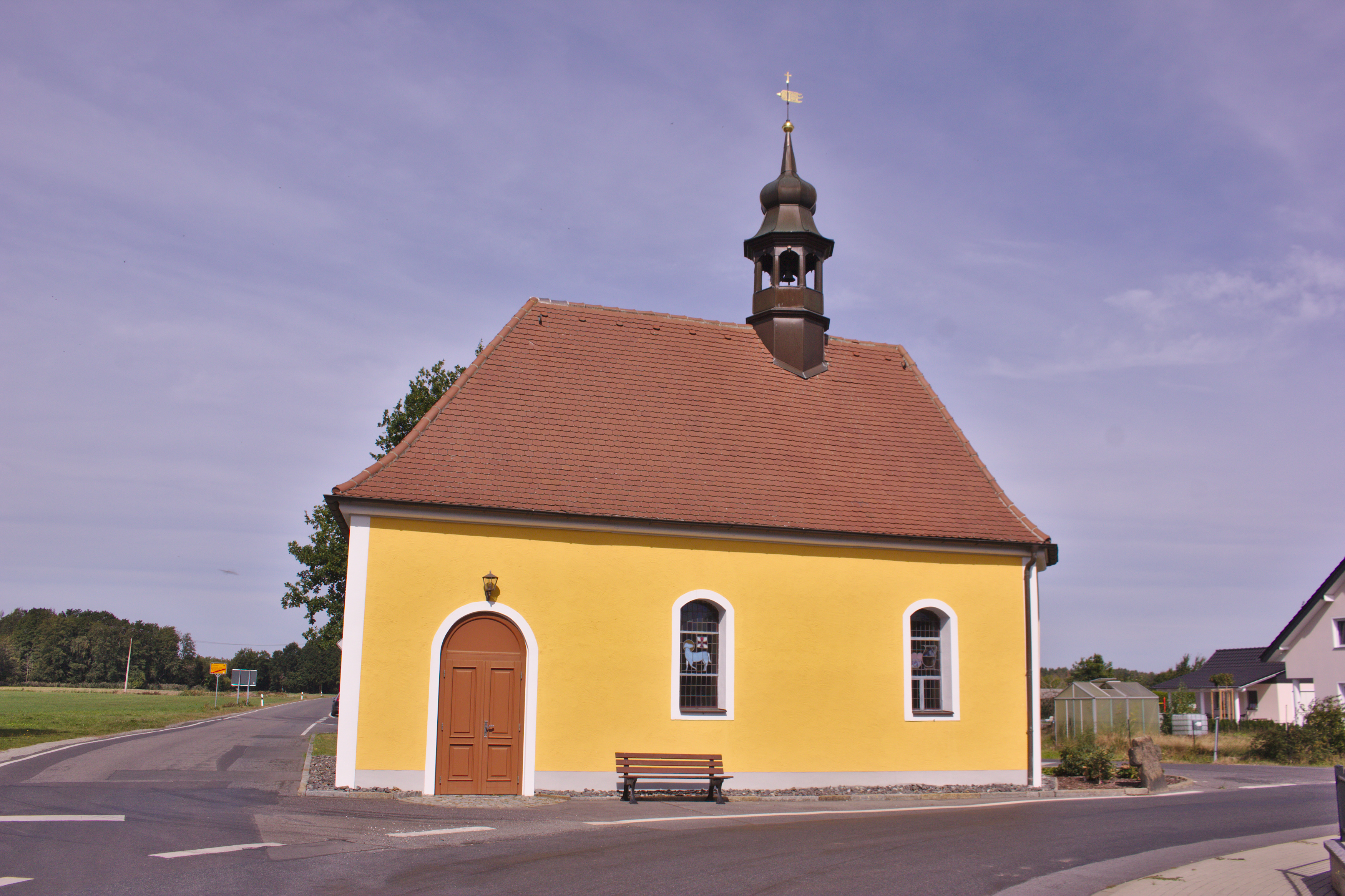
Katholische Kapelle in Sollschwitz

Für seine Statistik über die sorbische Bevölkerung in der Oberlausitz ermittelte Arnošt Muka in den achtziger Jahren des 19. Jahrhunderts eine Bevölkerungszahl von 205 Einwohnern; davon waren 200 Sorben (98 %) und fünf Deutsche. Für das Jahr 1956 zählt Ernst Tschernik in Sollschwitz einen sorbischsprachigen Bevölkerungsanteil von 54 %.
Das Dorf zählt zum katholischen obersorbischen Kernsiedlungsgebiet und gehört zur Pfarrgemeinde Wittichenau.

## Nachweise
1. ↑  Sollschwitz im Historischen Ortsverzeichnis von Sachsen, abgerufen am 7. Mai 2017
2. ↑  Katholische Pfarrgemeinde St. Mariä Himmelfahrt Wittichenau: Sollschwitz. In: st-mariae-himmelfahrt-wittichenau.de. Abgerufen am 7. Mai 2017.
3. ↑  Sollschwitz in der Datenbank des Vereins für Computergenealogie. Abgerufen am 7. Mai 2017.
4. ↑  Ernst Tschernik: Die Entwicklung der sorbischen Bevölkerung. Akademie-Verlag, Berlin 1954, S. 93.